# Приамурское городское поселение
Приамурское городско́е поселе́ние — муниципальное образование в Смидовичском районе Еврейской автономной области Российской Федерации.
Административный центр — пгт Приамурский.

## История
Статус и границы городского поселения установлены Законом Еврейской автономной области от 26 ноября 2003 года № 228-ОЗ «О статусе и границе Смидовичского муниципального района»

## Население
| 2010  | 2011  | 2012  | 2013  | 2014  | 2015  | 2016  |
| ----- | ----- | ----- | ----- | ----- | ----- | ----- |
| 5308  | ↘5295 | ↘5245 | ↘5144 | ↘5096 | ↘4948 | ↘4773 |
| 2017  | 2018  | 2019  | 2020  | 2021  | 2023  |       |
| ↘4634 | ↘4528 | ↘4396 | ↘4379 | ↘4159 | ↘4144 |       |

## Состав городского поселения
| № | Населённый пункт | Тип населённого пункта      | Население |
| - | ---------------- | --------------------------- | --------- |
| 1 | Владимировка     | село                        | ↗31       |
| 2 | Имени Тельмана   | село                        | ↗1210     |
| 3 | Осиновка         | село                        | ↗20       |
| 4 | Приамурский      | пгт, административный центр | ↘3153     |